# ميدوري سوزوكي (رسامة)
ميدوري سوزوكي (بالإسبانية: Midori Suzuki)‏ هي رسامة مكسيكية، ولدت في 21 أغسطس 1947.